# Really? Really!
《Really? Really!》是Navel游戏制作公司于2006年11月24日发售的十八禁恋爱冒险游戏。2009年發售任天堂DS版本。2012年5月25日Gyutto獨家發售網路下載版。

## 概要
是SHUFFLE!芙蓉楓结局后的故事。2006年11月24日发售了限量版、2007年4月27日发售了標準版。2009年6月25日发售《Really? Really! リアリアDS》的NDS版本。2012年5月25日Gyutto獨家發售網路下載版。

## 系统
在本作中，玩家将通过游戏主人公土见禀来修复芙蓉枫的丢失的记忆。通过观察枫记忆中事件来获得有用的关键字，用这些关键字，玩家来修复枫错误的记忆。
举个例子，通过枫的记忆得知绿叶树是女的，实际上他是男的，通过'Really Attack'，玩家可以选择关键字“绿叶树”，当玩家所扮演的凛提出反对后，这个错误就被修正了。
玩家被允许在校正记忆的时候只能犯五次错误。为了得到更多的CG图，玩家必须100%的来完成。当玩家每天累计犯了五次错误，游戏就game over了。

## 登场人物
土见禀（声：赤木神楽/年幼期：一色ヒカル（跟ツボミと的2角色））
芙蓉枫的青梅竹马。本作以及前作的男主角。
芙蓉枫（聲優：籐野らん）
本作中的主要女性角色。因为普莉姆拉所使用的魔法的缘故，而陷入昏迷以及记忆混乱状态。
八重樱（聲優：安玖深音）
本作中新登场的女性角色。凛和枫的儿时朋友，并且一起上了同一所中学，直到初中毕业，现在就读于一所女子高中。
奈莉奈（聲優：松永雪希）
魔族魔王的女儿。因为凛的关系，就读于同一所高中。
普莉姆拉（聲優：北都南）
目前寄住在禀家里的魔族少女。拥有极高魔法能量，是神族与魔族创造出的人工生命体。
时雨亚沙（聲優：宝塚すみれ）
禀就读高中的女性前辈。
麻弓泰姆（聲優：香取那須巳）
禀的同班同学。本作中第一次成为可攻略角色。
红蔷薇抚子（聲優：緒田マリ）
禀的所在班级的班主任老师。本作中第一次成为可攻略角色。

## 制作人员
- 企划・剧本：あごバリア
- 人物设计·原画

西又葵（楓、桜、プリムラ、麻弓、紅葉等等）
鈴平ひろ（亜沙、撫子、カレハ、亜麻、ツボミ他稟、幹夫等の男性キャラ全般）
- 音乐：アッチョリケ

## 主題歌
- 开场曲：Remember memories
（作詞：西又葵 作曲・編曲：アッチョリケ 歌：YURIA）
- 挿入歌：Ageless Love
（作詞：西又葵 作曲・編曲：アッチョリケ 歌：橋本みゆき）
- 结尾曲：Happy Dream
（作詞：西又葵 作曲・編曲：アッチョリケ 歌：YURIA）

## 相关商品

### CD
主题曲CD
- 『Remember memories』 主題歌

歌：YURIA 2006年11月22日發售。 品番：LACM-4325
- 『Happy Dream/Ageless Love』

2007年1月24日發售。品番 LACM-4346
エンディングテーマ「Happy Dream」（歌：YURIA）と挿入歌「Ageless Love」（歌：橋本みゆき）を収録。
音乐CD
- 『Really? Really! ORIGINAl SOUND TRACK』

2006年12月21日發售。 品番 LACA-5596
广播剧CD
- 『Really? Really! オリジナルドラマCD 秋色のCherry Blossom』

2007年2月21日发售。 品番 LACA-5612
- 『Really? Really! オリジナルドラマCD2 冬のHappy End』

2007年8月22日发售。 品番 LACA-5687

### 漫画
- 『Really? Really! -REMEMBER MEMORIES-』 ※日下皓作畫，一般作品
  - 第1巻 2007年8月10日發售[19] <ISBN 978-4-04-713957-2>
  - 第2巻 2008年4月10日發售[20] <ISBN 978-4-04-715042-3>

### 小説
- 《Really? Really! 愛情拼圖》（Really? Really! 恋のジグソーパズル）[21] <ISBN 978-4-04-707233-6> ※一般作品

### 其他书籍
- 電撃姫増刊『まるごとNavelスペシャル』

2006年8月10日发售
- コンプセレクションズ Vol. 1

2006年11月24日发售
- 電撃姫増刊『まるごとNavelスペシャル vol.2』

2006年12月22日发售
- 『Really? Really! Visual Fan Book』

2007年6月发售

## 評價
《Really? Really!》在日本美少女游戏与动画相关商品销售网站Getchu.com的2006年全年销量榜上排名第二名。
在2007年10月，《電擊G's magazine》舉辦了日本前五十名最佳美少女遊戲排名的票選活動，《Really? Really!》在入圍的249款遊戲中獲得8票而成為第32名。